# Fresnes-au-Mont
Fresnes-au-Mont är en kommun i departementet Meuse i regionen Grand Est (tidigare regionen Lorraine) i nordöstra Frankrike. Kommunen ligger i kantonen Pierrefitte-sur-Aire som tillhör arrondissementet Commercy. År 2022 hade Fresnes-au-Mont 164 invånare.

## Befolkningsutveckling
Antalet invånare i kommunen Fresnes-au-Mont
| Referens: INSEE |